# Australian Open 2016 (turniej legend kobiet)
Australian Open 2016 – turniej legend kobiet – zawody deblowe legend kobiet, rozgrywane w ramach pierwszego w sezonie wielkoszlemowego turnieju tenisowego, Australian Open. Zmagania miały miejsce pomiędzy 24–27 stycznia na twardych kortach Melbourne Park w Melbourne.

## Drabinka

#### Klucz
- w/o – walkower
- k – krecz
- d – dyskwalifikacja
- Q – kwalifikant
- WC – dzika karta
- LL – szczęśliwy przegrany
- Alt – zawodnik zastępczy
- PR – ochrona rankingu
- SE – specjalna przepustka
- ITF – ranking ITF
- JE – ranking juniorski

### Faza grupowa
|  |                                        | Marion Bartoli Arantxa Sánchez Vicario | Lindsay Davenport Martina Navrátilová | Kim Clijsters Iva Majoli        | Nicole Bradtke Barbara Schett   | Mecze W–L | Sety W–L | Gemy W–L | Miejsce |
|  | Marion Bartoli Arantxa Sánchez Vicario |                                        | 0:4, 1:4 26 stycznia                  | nie rozegrano                   | 4:0, 4:2 24 stycznia            | 1–1       | 2–2      | 9–10     | 2.      |
|  | Lindsay Davenport Martina Navrátilová  | 4:0, 4:1 26 stycznia                   |                                       | 4:3(2), 4:3(4) 25 stycznia      | 4:1, 4:3(2) 27 stycznia         | 3–0       | 6–0      | 24–11    | 1.      |
|  | Kim Clijsters Iva Majoli               | nie rozegrano                          | 3:4(2), 3:4(4) 25 stycznia            |                                 | 4:3(0), 2:4, 4:3(4) 26 stycznia | 1–1       | 2–3      | 16–18    | 3.      |
|  | Nicole Bradtke Barbara Schett          | 0:4, 2:4 24 stycznia                   | 1:4, 3:4(2) 27 stycznia               | 3:4(0), 4:2, 3:4(4) 26 stycznia |                                 | 0–3       | 1–6      | 16–26    | 4.      |